# Бекет (Долж)
Бекет (рум. Bechet) град је у југозападном делу Румуније, у историјској покрајини Влашка. Бекет је град у жупанији Долж.
Бекет је према последњем попису из 2021. имао 4.355 становника.

## Географија
Град Бекет налази се у јужном делу историјске покрајине Олтеније, западног дела Влашке, око 70 km јужно до Крајове.
Бекет је смештен у Влашкој низији, близу Дунава, који је овде граница ка суседној Бугарској. На обали реке образована је градска лука, наспрам које је положен бугарски град Орјахово. Надморска висина града је око 40 метара.

## Становништво
У односу на попис из 2002, број становника на попису из 2011. се смањио.
| 2002. | 2011. |
| ----- | ----- |
| 3.864 | 3.657 |

Румуни чине већину становништва Бекета, а од мањина присутни су само Роми.

## Галерија
- Положај Бекета на територији жупаније Долж